# Pavetta bidgoodiae
Pavetta bidgoodiae är en måreväxtart som beskrevs av Diane Mary Bridson. Pavetta bidgoodiae ingår i släktet Pavetta och familjen måreväxter.
Artens utbredningsområde är Tanzania. Inga underarter finns listade i Catalogue of Life.